# Wedding (Film)
Wedding ist ein Film von Heiko Schier. Er hatte seine Premiere am 29. Oktober 1989 bei den Internationalen Hofer Filmtagen. Der Kinostart war am 1. Februar 1990. Die Hauptfigur Sulawski spielt Harald Kempe, der junge Heino Ferch spielt eine Nebenrolle.

## Handlung
Für den Hilfsarbeiter Sulawski, genannt „Sulle“, läuft derzeit einiges schief: Erst lässt ihn seine Freundin sitzen und dann wird auch noch sein geliebter Ascona gepfändet („Dir hamse wohl ins Hirn jeschissen!“). Bei der Verkäuferin Susanne ist die Situation ebenfalls verfahren, ihre Ehe liegt in Trümmern. Als sie am Arbeitsplatz von ihrem krankhaft eifersüchtigen Mann Klaus attackiert wird und dieser danach ihren gemeinsamen Sohn als Geisel nimmt, eskaliert die Situation. Klaus wird schließlich vom aufstrebenden Polizisten Markus erschossen, der kurz vor der Heirat mit einer „höheren Tochter“ steht.
Am Ende dieses denkwürdigen Tages treffen sich Sulle, Susanne und Markus, die alte Jugendfreunde sind und zusammen im Wedding aufgewachsen sind, nach fünf Jahren zufällig in ihrem alten Versteck wieder, einer Lagerhalle nahe der Berliner Mauer. Sie müssen sich eingestehen, dass ihre Lebensträume gescheitert sind. Sie verbringen den Rest des Tages und die Nacht zusammen und hängen zwischen Zoo und Wedding den Träumen aus ihrer gemeinsamen Schulzeit nach.

## Hintergrund
Der Düsseldorfer Heiko Schier, damals Mitte Dreißig, hatte sich über filmische Essays im „Kleinen Fernsehspiel“ an seinen ersten Kinofilm „Wedding“ herangetastet. Schier lebte seit 1974 in Berlin und mochte die Großstadt, „das Irrenhaus, die Wildheit, das Abenteuer“; der Wedding war seine Wahlheimat. Zu der Zeit war der Bezirk noch weitestgehend von der Mauer umgeben. Der Film entstand an 18 Drehtagen mit einem Budget von 400.000 Mark und ohne Fernsehbeteiligung. Gedreht wurde am damaligen Güterbahnhof Eberswalder Straße, heute Teil des Mauerparks, sowie u. a. auf dem Parkdeck von Möbel-Höffner in der Pankstraße.

## Rezeption
Nach seiner Uraufführung bei den Hofer Filmtagen erhielt der Film viel Anerkennung. Das Stadtmagazin tip, damals wegen seines umfangreichen Filmteils auch als Filmzeitschrift wahrgenommen, widmete dem Film eine Titelgeschichte.
Im Rahmen der Berichterstattung über das Filmfestival, bemerkte die Journalistin Christiane Peitz in der taz: „Wedding ist ein kleiner, schneller, amüsanter Billigfilm, und das macht ihn zur Ausnahmeerscheinung unter all den schwerfällig bemühten Produktionen, denen man die bürokratischen Anstrengungen um Förderungsgelder und TV-Kooperationsverträge förmlich ansieht.“
Der Filmdienst urteilte, der „geschickt die Balance zwischen Tragik und Komik haltende Film erzählt die Geschichte aus der Berliner ‚Szene‘ in schnörkellosen Bildern; er büßt aber immer dort an dramaturgischer Geschlossenheit ein, wo das qualitativ allzu unterschiedliche Spiel der Hauptdarsteller zum Tragen kommt“.